# Vanessa Boslak
Vanessa Boslak (Francia, 11 de junio de 1982) es una atleta francés especializada en la prueba de salto con pértiga, en la que consiguió ser subcampeona mundial en pista cubierta en 2012.

## Carrera deportiva
En el Campeonato Mundial de Atletismo en Pista Cubierta de 2012 ganó la medalla de plata en el salto con pértiga, con un salto por encima de 4.70 metros que fue récord nacional francés, tras la rusa Yelena Isinbayeva (oro con 4.80 metros) y por delante de la británica Holly Bleasdale (bronce también con 4.70 metros pero en más intentos).